# جن‌نامه
جن‌نامه رمانی است نوشته هوشنگ گلشیری، از نویسندگان ایرانی. این رمان در سال ۱۳۷۶ از سوی نشر باران در سوئد به چاپ رسید. گلشیری این رمان را ۲۵ مهرماه ۱۳۶۳ در تهران آغاز کرد و سه‌شنبه شش آبان ۱۳۷۶ در آلمان به پایان رساند؛ یعنی نوشتن آن سیزده سال به طول انجامید.
جن‌نامه در پنج مجلس تنظیم شده و هر مجلس به موضوعی اختصاص دارد. موضوع کتاب مسائل سیاسی دوران حکومت پهلوی است.